# أشمنت
قرية أشمنت هي إحدى القرى التابعة لمركز ناصر في محافظة بني سويف في جمهورية مصر العربية. حسب إحصاءات سنة 2006، بلغ إجمالي السكان في أشمنت 23893 نسمة، منهم 12491 رجل و11402 امرأة.